# Delta Hotels
Delta Hotels, Delta Hotels by Marriott – amerykańska sieć hotelowa należąca do grupy Marriott International. Do sieci należą 94 hotele z łącznie 22 203 pokojami (31 grudnia 2021).

## Historia
Sieć powstała w Richmond, w Kanadzie. Założycielem jej był William Pattison, który ze swoimi partnerami biznesowymi w czerwcu 1962 otwiera 68-pokojowy hotel Delport Inn. W latach 1965–1967 kupuje kolejne cztery motele na wyspie Vancouver oraz dwa w prowincji Kolumbia Brytyjska. W 1969 Delta Developments kupuje Driver Developments. W 1988 właściciele sieci: Bill Pattison, Canadian Imperial Bank of Commerce i Great-West Lifeco sprzedają ją firmie Realstar Group of Toronto. Parę lat później Realstar z partnerem Lai Sun Group sprzedaje sieć firmie Canadian Pacific Hotels (CPH). W 1998 CPH przejmuje sieć Fairmont Hotels and Resorts, która do 2007 była jej właścicielem. 31 marca 2015 sieć hotelową kupiła spółka Marriott International.

## Hotele
Do sieci należy 126 hoteli na całym świecie, w tym 32 hotele w Europie. W Polsce hotele Delta nie występują (19 luty 2023).

### Afryka
- Tanzania

- Delta Hotels Dar es Salaam

### Ameryka Północna
- Kanada

| • Delta Hotels Beausejour                        | • Delta Hotels Edmonton Centre Suites           | • Delta Hotels Montreal                                      | • Delta Hotels Saskatoon Downtown                  | • Delta Hotels Toronto Mississauga              |
| • Delta Hotels Bessborough                       | • Delta Hotels Edmonton South Conference Centre | • Delta Hotels, Mont Sainte-Anne, Resort & Convention Center | • Delta Hotels Sault Ste. Marie Waterfront         | • Delta Hotels Trois Rivieres Conference Centre |
| • Delta Hotels Burnaby Conference Centre         | • Delta Hotels Fredericton                      | • Delta Hotels Ottawa City Centre                            | • Delta Hotels Sherbrooke Conference Centre        | • Delta Hotels Vancouver Delta                  |
| • Delta Hotels by Marriott Grand Okanagan Resort | • Delta Hotels Grande Prairie Airport           | • Delta Hotels Prince Edward                                 | • Delta Hotels St. John's Conference Centre        | • Delta Hotels Vancouver Downtown Suites        |
| • Delta Hotels Calgary Airport In-Terminal       | • Delta Hotels Guelph Conference Centre         | • Delta Hotels Quebec                                        | • Delta Hotels Thunder Bay                         | • Delta Hotels Victoria Ocean Pointe Resort     |
| • Delta Hotels Calgary Downtown                  | • Delta Hotels Kamloops                         | • Delta Hotels Regina                                        | • Delta Hotels Toronto                             | • Delta Hotels Waterloo                         |
| • Delta Hotels Calgary South                     | • Delta Hotels Kingston Waterfront              | • Delta Hotels Saguenay Conference Centre                    | • Delta Hotels Toronto Airport & Conference Centre | • Delta Hotels Whistler Village Suites          |
| • Delta Hotels Dartmouth                         | • Delta Hotels London Armouries                 | • Delta Hotels Saint John                                    | • Delta Hotels Toronto East                        | • Delta Hotels Winnipeg                         |

- Stany Zjednoczone

- Arizona

- Delta Hotels Phoenix Mesa

- Arkansas

- Delta Hotels Little Rock West

- Dakota Północna

- Delta Hotels Fargo

- Floryda

| * Delta Hotels Daytona Beach Oceanfront | * Delta Hotels Orlando Celebration | * Delta Hotels Orlando Lake Buena Vista |

- Illinois

- Delta Hotels Chicago Willowbrook

- Indiana

| • Delta Hotels Indianapolis Airport | • Delta Hotels Indianapolis East |

- Kalifornia

| * Delta Hotels Anaheim Garden Grove | * Delta Hotels Santa Clara Silicon Valley |

- Karolina Południowa

- Columbia Northeast Hotel

- Karolina Północna

- Delta Hotels by Marriott Raleigh-Durham at Research Triangle Park

- Kentucky

- Delta Hotels Ashland Downtown

- Kolorado

- Delta Hotels Denver Thornton

- Maryland

| • Delta Hotels Baltimore Hunt Valley | • Delta Hotels Baltimore Inner Harbor | • Delta Hotels Baltimore North |

- Michigan

| * Delta Hotels Detroit Metro Airport | * Delta Hotels Karamazoo Conference Center |
| * Delta Hotels Detroit Novi          | * Delta Hotels Muskegon Downtown           |
| * Delta Hotels Grand Rapids Airport  |                                            |

- Minnesota

- Delta Hotels Minneapolis Northeast

- Montana

- Delta Hotels Helena Colonial

- New Jersey

| * Delta Hotels Basking Ridge | * Delta Hotels Somerset | * Delta Hotels Woodbridge |

- Nowy Jork

- Delta Hotels Utica

- Ohio

- Delta Hotels Cincinnati Sharonville

- Oklahoma

- Delta Hotels Midwest City at the Reed Conference Center

- Pensylwania

| * Delta Hotels Allentown Lehigh Valley | * Delta Hotel Philadelphia Airport |

- Teksas

- Delta Hotels Dallas Allen

- Vermont

- Delta Hotels Burlington

- Waszyngton

- Delta Hotels Seattle Everett

- Wirginia

| * Delta Hotels Bristol            | * Delta Hotels Richmond Downtown              |
| * Delta Hotels Chesapeake Norfolk | * Delta Hotels Virginia Beach Bayfront Suites |
| * Delta Hotels Norfolk Airport    |                                               |

- Wirginia Zachodnia

| • Delta Hotels Huntington Downtown | • Delta Hotels Huntington Mall |

- Wisconsin

| * Delta Hotels Green Bay | * Delta Hotels Milwaukee Northwest | * Delta Hotels Racine |

### Ameryka Środkowa & Karaiby
- Meksyk

- Delta Hotels Riviera Nayarit

### Azja
- Chiny

| * Delta Hotels Jiuzhaigou | * Delta Hotels Kunming | * Delta Hotels Shanghai Baoshan |

### Bliski Wschód
- Katar

- Delta Hotels City Center Doha

- Zjednoczone Emiraty Arabskie

| * Delta Hotels, Dubai Investment Park | * Delta Hotels Jumeirah Beach, Dubai |

### Europa
- Niemcy:

- Leverkusen Delta Hotels Leverkusen
- Offenbach am Main Delta Hotels by Marriott Frankfurt Offenbach

- Turcja:

- Stambuł Delta Hotels Istanbul Kagithane, Delta Hotels Istanbul Levent

- Wielka Brytania:

- Aberdeen Delta Hotels Aberdeen
- Bexleyheath Delta Hotels Bexleyheath
- Birmingham Delta Hotels Birmingham, Delta Hotels Forest of Arden Country Club
- Bristol Delta Hotels Bristol City Centre
- Brockworth Delta Hotels Cheltenham Chase
- Chepstow Delta Hotels St. Pierre Country Club
- Chester Delta Hotels Manchester Airport
- Derby Delta Hotels Breadsall Priory Country Club
- Durham Delta Hotels Durham Royal County
- Edynburg Delta Hotels Edinburgh
- Huntingdon Delta Hotels Huntingdon
- Liverpool Delta Hotels Liverpool City Centre
- Maidstone Delta Hotels Tudor Park Country Club
- Manchester Delta Hotels Worsley Park Country Club
- Milton Keynes Delta Hotels Milton Keynes
- Newcastle upon Tyne Delta Hotels Newcastle Gateshead
- Northampton Delta Hotels Northampton
- Nottingham Delta Hotels Nottingham Belfry
- Peterborough Delta Hotels Peterborough
- Preston Delta Hotels Preston
- Slough Delta Hotels Heathrow Windsor
- Swansea Delta Hotels Swansea
- Swindon Delta Hotels Swindon
- Telford Delta Hotels Telford Golf & Spa Resort
- Waltham Abbey Delta Hotels Waltham Abbey
- Warwick Delta Hotels Warwick
- York Delta Hotels York